# Tonya (stad)
Tonya is een stad in het gelijknamige district in de provincie Trabzon in Turkije. Het ligt aan de Zwarte Zee in het gebied dat met de naam Pontus wordt aangeduid.
- Gemeinsame Normdatei: 7631333-5
- Library of Congress Control Number: n2004054737
- Nationale Bibliotheek van Israël: 987007473867905171
- Virtual International Authority File: 125692114
- WorldCat: E39PBJg4hDrYdDDCPcHHcHH9jC